# ¡Hola César!
¡Hola César! (en alemán: Halloh – Caesar! ) es una película de comedia muda alemana de 1927 dirigida por Reinhold Schünzel y protagonizada por Schünzel, Mary Nolan y Wilhelm Diegelmann. Está parcialmente ambientado en la ciudad balneario de Karlsbad en Checoslovaquia.

## Elenco
- Reinhold Schünzel como César, artista
- María Nolan
- Wilhelm Diegelmann como Willard, director de vodevil
- Julius Falkenstein como el barón de Glatzenstein
- Ilka Grüning como la señora Svoboda
- Paul Kretschmar como hermanos gemelos
- Richard Kretschmar como hermanos gemelos
- Toni Philippi como Rosl, hija de la Sra. Svoboda

## enlaces externos
- ¡Hola César! en Internet Movie Database (en inglés).

- Datos: Q19893109

1. ↑  Grange,, p. 256.